# Dance Gavin Dance (álbum)
Dance Gavin Dance es el segundo álbum de estudio de la banda estadounidense de post-hardcore Dance Gavin Dance. Fue lanzado el 19 de agosto de 2008 en Rise Records. El álbum es una continuación del álbum debut de estudio de larga duración de la banda, Downtown Battle Mountain (2007), y es su primer lanzamiento de estudio que presenta al vocalista limpio Kurt Travis y al guitarrista rítmico Zachary Garren, quienes reemplazaron a Jonny Craig y Sean O' Sullivan, respectivamente, en 2007. 
El álbum fue producido, mezclado y masterizado por Kris Crummett y grabado en Portland, Oregón. Después de su lanzamiento, el álbum alcanzó el puesto 172 en el Billboard 200 y el 26 en la lista de los mejores álbumes independientes.

## Lista de canciones
| N.º | Título                                                   | Duración |  |
| 1.  | «Alex English»                                           | 4:26     |  |
| 2.  | «Buffalo!»                                               | 2:40     |  |
| 3.  | «Me and Zoloft Get Along Just Fine»                      | 3:06     |  |
| 4.  | «The Robot with Human Hair, Pt. 3»                       | 3:45     |  |
| 5.  | «Hot Water on Wool»                                      | 4:26     |  |
| 6.  | «Hot Water on Wool (Reprise)»                            | 1:56     |  |
| 7.  | «Uneasy Hearts Weigh the Most» (con Nic Newsham)         | 3:38     |  |
| 8.  | «Caviar» (con Chino Moreno)                              | 4:16     |  |
| 9.  | «Rock Solid» (con Matt Geise)                            | 5:05     |  |
| 10. | «Burning Down the Nicotine Armoire, Pt. 2»               | 3:31     |  |
| 11. | «Reprogramming Mental Preprogramming»                    | 3:09     |  |
| 12. | «Skyhook»                                                | 2:53     |  |
| 13. | «People You Know» (Pista oculta iniciando desde el 4:46) | 9:21     |  |

## Personal
- Kurt Travis - voz principal
- Jon Mess - voz secundario
- Will Swan - guitarra
- Zac Garren - guitarra
- Eric Lodge - bajo
- Matt Mingus - batería, percusión